# MLAN
Het op FireWire gebaseerde protocol mLAN, afkorting van music Local Area Network, dient voor breedbandoverdracht van data en controle over meerdere audiosignalen en MIDI-poorten over een netwerk.
Het protocol werd geïntroduceerd eind 1999 door Yamaha als een lokaal netwerk voor muziekinstrumenten waarbij FireWire werd gebruikt als transportlaag. MLAN was ontworpen voor meerdere MIDI-kanalen samen met meerkanaals digitale audio, bestandsoverdracht, en SMTP tijdcode.
Slim verbindingsbeheer maakt het mogelijk om een muzieknetwerk aan te leggen zonder kabels in en uit te hoeven pluggen. Om mLAN-apparatuur met een computer te verbinden is een OHCI FireWire-kaart nodig. MLAN gebruikt hierbij de gehele bandbreedte van de bus waardoor andere apparaten zoals harde schijven, cd-stations of geluidsapparaten niet op dezelfde bus gebruikt kunnen worden.
De transportlaag van mLAN is gestandaardiseerd als IEC 61883.
In 2004 hadden meer dan 140 bedrijven een licentie, er zijn echter maar weinig producten daadwerkelijk verschenen. MLAN werd gebruikt in een aantal producten van Yamaha, zoals mixers en de Motif-synthesizer, maar vanaf 2007 kwamen er geen nieuwe mLAN producten meer op de markt. Het wordt nu aangeboden onder een royalty-vrije licentie aan elk bedrijf dat geïnteresseerd is in het gebruik van de technologie.